# 越野机车
《越野摩托车》（或译“越野機车”、“火暴机车赛”）是任天堂开发并发行的摩托竞速游戏。游戏1984年在日本发行，1985年在北美發行，为两地FC的首发游戏。游戏是越野机车系列的首作，之后的作品包括直系续作《越野机车64》，以及精神续作《越野卡车》和《激情漫游 特技竞速》，以及WiiWare作品《越野机车 世界拉力赛》。3D重制版《3D Classics 越野机车》于2011年6月在任天堂eShop推出。
GamesRadar将游戏列为史上最佳红白机游戏第15名。职员称游戏被低估，并称赞了作品挑战性。

## 外部連結
- 红白机40周年纪念活动网站上的《越野机车 （页面存档备份，存于）》（日語）